# خلیلوو (شهرستان کاراایدلسکی، باشقیرستان)
خلیلوو (انگلیسی: Khalilovo, Karaidelsky District, Republic of Bashkortostan) یک شهرک در شهرستان کاراایدلسکی استان باشقیرستان کشور روسیه است.